# Muang Pakkading
Muang Pakkading är ett distrikt i Laos.   Det ligger i provinsen Bolikhamsai, i den centrala delen av landet, 170 km öster om huvudstaden Vientiane.